# Space Shower Music Awards
Space Shower Music Awards (anteriormente SPACE SHOWER Music Video Awards) es una ceremonia anual de premios musicales presentada por Space Shower TV. Los premios se han entregado desde 1996.

## Ganadores en categorías principales

### Elección del público
| Nº | Año  | Artista         |
| -- | ---- | --------------- |
| 20 | 2016 | Bump of Chicken |
| 21 | 2017 | Alexandros      |
| 22 | 2018 | Gen Hoshino     |
| 23 | 2019 | Gen Hoshino     |
| 24 | 2020 | Uverworld       |

## Mayor número de premios ganados
Actualizado hasta 2020.
|         | 1º                                      | 2º                      | 3º           | 4º                           | 5º                                                                     | 6º            |
| ------- | --------------------------------------- | ----------------------- | ------------ | ---------------------------- | ---------------------------------------------------------------------- | ------------- |
| Artista | Ringo Shiina (con Tokyo Jihen) Radwimps | Mr.Children Gen Hoshino | Utada Hikaru | Denki Groove Bump of Chicken | Ken Hirai Namie Amuro Kyary Pamyu Pamyu Yuzu ONE OK ROCK Kenshi Yonezu | L'Arc-en-Ciel |
| Total   | 11                                      | 10                      | 9            | 7                            | 6                                                                      | 5             |